# Asja e la gallina dalle uova d'oro
Asja e la gallina dalle uova d'oro (Kuročka Rjaba) è un film del 1994 diretto da Andrej Končalovskij.
Fu presentato in concorso al Festival di Cannes 1994.